# Sándor Rajnai (Diplomat)
Sándor Rajnai (Geburtsname: Sándor Reich; * 25. August 1922 in Budapest; † 1. Januar 1994 in Detroit, Michigan, USA) war ein Diplomat und Offizier in der Volksrepublik Ungarn. Er war als Generalmajor (Vezérőrnagy) zwischen 1966 und 1976 stellvertretender Leiter der Hauptgruppe III Staatssicherheit (Állambiztonsági) und zugleich in Personalunion von 1967 bis 1976 Leiter der Gruppe BM III/I Aufklärung (Hírszerzés) im Innenministerium (Belügyminisztérium). Er war ferner von 1978 bis 1982 Botschafter in der Sozialistischen Republik Rumänien sowie im Anschluss zwischen 1982 und 1989 Botschafter in der Sowjetunion.

## Leben

### Textilarbeiter, Eintritt in die Staatspolizei und Volksaufstand 1956
Der als Sándor Reich geborene Sándor Rajnai, Sohn von Lujza Kalmár, besuchte bis 1940 eine Handelsschule und absolvierte danach eine Berufsausbildung zum Stricker in der Export Strumpfwarenfabrik. Zwischen 1941 und 1943 war er dann Laufbursche und Hilfsarbeiter im Technischen Großhandelsunternehmen Imre Salgó. Während des Zweiten Weltkrieges wurde er von 1943 bis 1944 zum Dienst in das XIII. Bataillon des Arbeitsdienstes der Heimwehr (Honvédség) eingezogen und kehrte danach in seinen alten Beruf zurück, und zwar zunächst 1945 in der Strickwarenfabrik Dukesz és Pelczer sowie im Anschluss von 1945 bis 1946 in der Strickerei Fischer. Am 1. Mai 1946 trat er als Polizist in die Ungarische Staatspolizei (Magyar Államrendőrség) ein und wurde nach seiner Beförderung zum Leutnant (Hadnagy) im Oktober 1946 Mitarbeiter der Staatsschutzabteilung der Ungarischen Staatspolizei ÁVO (Magyar Államrendőrség Államvédelmi Osztálya) sowie nach deren Reorganisation und Umbenennung 1948 der Staatsschutzbehörde AVH (Államvédelmi Hatóság). Er wurde zugleich am 1. Januar 1948 zum Oberleutnant (Főhadnagy) befördert und besuchte nach verschiedenen Verwendungen in der ÁVH sowie seiner Beförderung zum Hauptmann (Százados) vom 2. November 1951 bis zum 21. November 1952 eine Einsatzschule in der Sowjetunion.
Nach seiner Rückkehr wurde Rajnai am 21. November 1952 zum Major (Őrnagy) befördert und daraufhin stellvertretender Leiter der Abteilung AVH I/2. Nachdem die Aufgaben der bis dahin eigenständigen Staatsschutzbehörde vom Innenministerium (Belügyminisztérium) übernommen wurden, war er vom 22. Juli 1953 bis zum 3. August 1955 Leiter der Abteilung BM IV und erhielt in dieser Funktion am 19. März 1954 seine Beförderung zum Oberstleutnant (Alezredes). 1955 schloss er ein Studium an der „Wladimir Iljitsch Lenin“-Universität in Moskau ab. Er war von 4. August bis zum 30. September 1955 zunächst erster stellvertretender Leiter der Abteilung II beziehungsweise zwischen dem 1. Oktober und dem 23. Dezember 1955 erster stellvertretender Leiter der Hauptabteilung II, ehe er zuletzt vom 24. Dezember 1955 und Oktober 1956 Leiter der Hauptabteilung II Politische Ermittlungen (Politikai Nyomozó) im Innenministerium war. In einem streng geheimen Memorandum behauptete Major Rajnai, dass mindestens zehn Prozent der orthodoxen Juden Ungarns entschieden gegen das Regime seien und das Land verlassen wollten. Zudem würde ihre Feindseligkeit von den Zionisten geschürt. 1956 beendete er zudem ein dreijähriges Studium an einer Universität. Während des Volksaufstandes (23. Oktober bis 4. November 1956) blieb er im Gebäude des Innenministeriums und dann im Stützpunkt der sowjetischen Truppen in Tököl. Nach der Niederschlagung der Revolution von 1956 leitete er im Auftrag der Regierung von Ministerpräsident János Kádár die Verhaftung der führenden Persönlichkeiten der Revolution. In Rumänien verhaftete und transportierte er Ministerpräsident Imre Nagy und seine Gefährten in das Untersuchungsgefängnis in der Gyorkocsi-Straße, überwachte dann die Vorbereitung und Durchführung des Prozesses und führte unter seiner Leitung die sogenannten Verhöre der Angeklagten im Prozess gegen Imre Nagy durch. Er war ferner verantwortlich für die Beobachtung vermeintlich regimekritischer Schriftsteller und Journalisten, wofür zunächst die Daten von 1.050 Schriftsteller und Literaturkritiker sowie von 2.050 Journalisten und Publizisten gesammelt wurden.

### Aufstieg zum Generalmajor und Chef der Spionageaufklärung
Anschließend übernahm er vom 1. Januar bis zum 3. Mai 1957 den Posten als Leiter der Zentrale Auswertungs- und Informationsabteilung (Központi Értékelő és Tájékoztató Osztály) und war daraufhin zwischen dem 3. Mai 1957 und dem 31. Juli 1962 abermals stellvertretender Leiter der Abteilung II des Innenministeriums, wobei er am 16. Januar 1961 zum Oberst (Ezredes) befördert wurde. Am 31. Juli 1962 schied er aus dem Dienst des Innenministeriums und trat im Anschluss in den Dienst des Außenministeriums (Külügyminisztérium) und war daraufhin vom 1. August 1962 bis zum 30. Juni 1966 Botschaftsrat Erster Klasse an der Botschaft in der Sowjetunion.
Am 1. Juli 1966 kehrte Rajnai ins Innenministerium zurück und war in der Folgezeit bis zum 31. Dezember 1976 stellvertretender Leiter der Hauptgruppe III Staatssicherheit (Állambiztonsági). Zugleich war er als Nachfolger von Oberst Vilmos Komornik in Personalunion zwischen dem 15. Februar 1967 und seiner Ablösung durch Oberst János Bogye am 31. Dezember 1976 Leiter der Gruppe BM III/I Aufklärung (Hírszerzés). In diesen Verwendungen wurde er am 11. Juli 1968 auch zum Generalmajor (Vezérőrnagy). Nachdem er am 31. Dezember 1976 erneut aus dem Dienst des Innenministeriums ausgeschieden war, war er zwischen 1977 und 1978 externer Dozent an der Polizeioffiziersschule für Staatssicherheit (Rendőrtiszti Főiskola Állambiztonsági Tanszék).

### Botschafter in Rumänien und der Sowjetunion sowie ZK-Mitglied
1978 übernahm Sándor Rajnai außerordentlicher und bevollmächtigter Botschafter in der Sozialistischen Republik Rumänien und verblieb in dieser Funktion bis 1982. Im Anschluss löste er im Juli 1982 Mátyás Szűrös als Botschafter in der Sowjetunion ab und hatte diesen Posten bis 1989 inne, der Zeit des Niedergangs des Kádár-Systems und des Zusammenbruchs des Kommunismus. Obwohl die Leiter von Botschaften und Handelsvertretungen nicht für die Arbeit für den Geheimdienst rekrutiert werden durften, gab es jedoch viele von ihnen, die zuvor im Nachrichtendienst gearbeitet hatten und von dort den Posten eines Botschafters oder Botschafters erreichten, als sie – zumindest formal – ihre Verbindung abbrachen mit dem Geheimdienst, vor allem, um im Falle einer Ergreifung einen großen diplomatischen Skandal zu vermeiden. 1992 ging er nach Israel und ließ sich 1993 in den USA nieder.
Am 25. Juni 1982 wurde er außerdem auf einem ZK-PLenum Mitglied des Zentralkomitees (ZK) der Ungarischen Sozialistischen Arbeiterpartei MSZMP (Magyar Szocialista Munkáspárt) und gehörte diesem Führungsgremium der Partei bis zu seinem Rücktritt 1989 an, nachdem seine Beteiligung an den Prozess gegen Imre Nagy und andere Beteiligte des Volksaufstandes immer offenkundiger wurde.

## Hintergrundliteratur
- Bulletin, Woodrow Wilson International Center for Scholars, 1992, S. 284 (Onlineversion)